# Абель, Джон Джекоб
Джон Джекоб Абель (англ. John Jacob Abel; 19 мая 1857 — 26 мая 1938) — американский биохимик и фармаколог.
Член Национальной академии наук США (1912), член Леопольдины (1925), иностранный член Лондонского королевского общества (1938).

## Биография
Джон Джекоб Абель родился 19 мая 1857 года около Кливленда, штат Огайо. В 1883 году закончил Мичиганский университет. В 1891 году он основал и возглавил первый отдел фармакологии США в Университете штата Мичиган. Абель является одним из основателей «Журнала биологической химии» (с Кристианом Арчибальдом Гертером) в 1905 году и «Журнала фармакологии и экспериментальной терапии» в 1909 году.

## Открытия
В 1888 году А. Ланденбург и Дж. Абель первыми выделили из человеческой спермы полиамин спермин
Джон Джекоб Абель, изучая химический состав тканей организма, в 1898 году открыл адреналин. Впоследствии он первым выделил аминокислоты из крови, а также создал первый аппарат для гемодиализа. Исследования проводились на собаках с удалёнными почками. В ходе опытов была доказана возможность эффективного удаления из крови не связанных с белками азотистых соединений. Малая площадь фильтрующей мембраны у аппарата не позволяла эффективно применять его для очистки крови у людей. В качестве средства, предотвращающего свёртывание крови при прохождении через аппарат, использовался гирудин — антикоагулянт, получаемый из пиявок. В связи с низкой эффективностью препарата серьёзную проблему представляли тромбоэмболические осложнения. В 1914 году Абелем был предложен термин «плазмаферез» (от греческого «apheresis» — удаление) для обозначения процесса избирательного удаления плазмы из организма. 